# Life Sentence
Life Sentence – amerykański serial (dramat obyczajowy) wyprodukowany przez Warner Bros. Television, In Good Company, Doozer oraz CBS Television Studios, którego twórcami są Erin Cardillo i Richard Keith. Serial jest emitowany od 7 marca 2018 roku  przez The CW
Na początku maja 2018 roku, stacja  The CW ogłosiła anulowanie serialu po jednym sezonie.

## Fabuła
Serial opowiada o Stelli, dziewczynie, która dowiaduje się, że ma raka niemożliwego do wyleczenia. Postanawia żyć tak, by niczego nie żałować i podejmować odważne decyzje. Wszystko się zmienia, gdy po czasie okazuje się, że nie umrze. Teraz musi się zmierzyć z konsekwencjami swoich decyzji.

## Obsada

### Główna
- Lucy Hale jako Stella Abbott Charles[3]
- Elliot Knight jako Wes Charles[4]
- Jayson Blair jako Aiden Abbott[5]
- Brooke Lyons jako Elizabeth Abbott Rojas[6]
- Carlos PenaVega jako Diego Rojas[7]
- Gillian Vigman jako Ida Abbott[8]
- Dylan Walsh jako Paul Abbott[9]

### Role drugoplanowe
- Anna Enger jako Helena Chang
- Claudia Rocafort jako Poppy
- Noor Anna Maher jako Fiona
- Emanuel Eaton jako Frank
- Nadej Bailey jako Sadie[10]
- Alyshia Ochse jako Marlene
- Riley Smith jako dr Will Grant[11]

## Odcinki
| Sezon | Odcinki | Oryginalna emisja w CW | Oryginalna emisja w CW |
| Sezon | Odcinki | Premiera sezonu        | Finał sezonu           |
| ----- | ------- | ---------------------- | ---------------------- |
| 1     | 13      | 7 marca 2018           | —                      |

### Sezon 2 (2018)
| Nr | Tytuł                                    | Reżyseria          | Scenariusz                                 | Premiera w CW    |
| -- | ---------------------------------------- | ------------------ | ------------------------------------------ | ---------------- |
| 1  | Pilot                                    | Lee Toland Krieger | Erin Cardillo, Richard Keith               | 7 marca 2018     |
| 2  | Re-Inventing the Abbotts                 | John T. Kretchmer  | Erin Cardillo, Richard Keith               | 14 marca 2018    |
| 3  | Clinical Trial and Error                 | David Warren       | Margaret Easley, Laura Putney              | 21 marca 2018    |
| 4  | How Stella Got Her Groove On             | Roger Kumble       | Lisa Melamed, Erin Cardillo, Richard Keith | 28 marca 2018    |
| 5  | Wes Side Story                           | Arlene Sanford     | Oliver Goldstick                           | 4 kwietnia 2018  |
| 6  | Who Framed Stella Abbott?                | Norman Buckley     | Nelson Soler                               | 27 kwietnia 2018 |
| 7  | Our Father the Hero                      | Viet Nguyen        | Tad Safran                                 | 4 maja 2018      |
| 8  | Sleepless Near Seattle                   | Ellen S. Pressman  | Zach Dodes                                 | 11 maja 2018     |
| 9  | What To Expect When You're Not Expecting | John T. Kretchmer  | Louisa Levy                                | 18 maja 2018     |
| 10 | The Way We Work                          | Janice Cooke       | Laura Putney, Margaret Easley              | 25 maja 2018     |
| 11 | Frisky Business                          | Tessa Blake        | Nelson Soler, Erin Cardillo, Richard Keith | 1 czerwca 2018   |
| 12 | Love Factually                           | Michael Grossman   | Oliver Goldstick                           | 8 czerwca 2018   |
| 13 | Then and Now                             | John T. Kretchmer  | Erin Cardillo, Richard Keith               | 15 czerwca 2018  |

### Produkcja
Pod koniec stycznia 2017 roku, stacja The CW ogłosiła zamówienie pilotowego odcinka, w którym główną rolę zagra Lucy Hale

W kolejnym miesiącu ogłoszono, że do obsady dołączyli: Jayson Blair jako Aiden Abbott, Gillian Vigman jako Ida Abbott, Brooke Lyons jako Elizabeth Abbott Rojas oraz Dylan Walsh jako Paul Abbott.
W marcu 2017 roku, poinformowano, że obsada powiększyła się o  Elliota Knight i  Carlosa PenaVegai
.
10 maja 2017 roku stacja The CW zamówiła serial na sezon telewizyjny na sezon 2017/18, którego emisja została zaplanowana na midseason 2018 roku.
W sierpniu 2017 roku, poinformowano, że w serialu zagra Nadej Bailey.
W połowie września 2017 roku, ogłoszono, że Riley Smith będzie powracał w serialu jako dr Will Grant